# Don't Walk Away
Don't Walk Away è il primo EP del gruppo musicale heavy metal britannico Tank, pubblicato nel 1981 dall'etichetta discografica Kamaflage. Si tratta del primo materiale registrato dalla band per essere immesso sul mercato.
La canzone omonima occupa il Lato A del 45 giri, mentre sul Lato B sono presenti i brani Hammer On e Shellshock, quest'ultimo appare anche in versione diversa sull'album d'esordio Filth Hounds of Hades. La title track è stata riproposta come cover dalla band thrash metal tedesca Sodom sull'album Agent Orange del 1989.

## Tracce
Lato A
1. Don't Walk Away – 3:20

Lato B
1. Shellshock – 2:40
2. Hammer On – 4:26

## Formazione
- Algy Ward - voce, basso
- Peter Brabbs - chitarra
- Mark Brabbs - batteria